# Helen Keller
Pour les personnes ayant le même patronyme, voir Keller.
Helen Keller, née le 27 juin 1880 à Tuscumbia (Alabama) et morte le 1er juin 1968 à Easton (Connecticut), est une auteure, conférencière et militante politique américaine.
Bien qu'aveugle et sourde à l'âge d'un an et demi à la suite d'une congestion cérébrale, elle parvint à devenir la première personne atteinte de ce handicap à obtenir un diplôme universitaire. Sa détermination a suscité l'admiration, principalement aux États-Unis. Elle a écrit douze livres et de nombreux articles au cours de sa vie. Son autobiographie Sourde, muette, aveugle : histoire de ma vie (1903) a inspiré la pièce Miracle en Alabama, puis le film du même nom. Ce récit explique comment sa professeure Anne Sullivan a réussi à briser l’isolement dans lequel se trouvait plongée Helen Keller par une absence presque totale de langage, permettant ainsi à la jeune fille de s’épanouir en apprenant à communiquer.
Auteure prolifique, Helen Keller a beaucoup voyagé et s'est montrée ferme dans ses convictions. Membre du Parti socialiste d'Amérique et d’Industrial Workers of the World, elle a fait campagne pour le droit de vote des femmes, les droits relatifs au travail, le socialisme, l’antimilitarisme, notamment. Elle prouva au monde entier que les personnes sourdes pouvaient non seulement communiquer mais aussi réussir aussi bien que les autres.

## Biographie

### Jeunesse
En février 1882, âgée d'un an et demi, Helen Keller souffre d'une congestion cérébrale qui la rend sourde et aveugle à la fois. Brusquement coupée du monde, elle a du mal à communiquer avec ses proches, notamment ses parents.
Plus tard, en 1886, ses parents font appel à Anne Mansfield Sullivan (1866-1936), jeune éducatrice exerçant ses fonctions à l'école pour aveugles Perkins, dont ils ont entendu parler par Sir Alexander Graham Bell, qui souffre de problèmes oculaires. Trop jeune à leur goût, Anne doit s'imposer. Elle s'engage à rester un temps déterminé, et à partir sans demander quoi que ce soit si rien n'évolue.
Les parents de Helen cédant toujours à ses caprices, Anne n'a aucune influence sur l'enfant. Elle réussit à s'isoler avec Helen dans une grange appartenant à la famille. Durant plusieurs jours, elle consacre son temps à lui esquisser des signes dans la paume de la main juste avant de lui présenter un objet. Autant Helen fait des crises quand elle n'obtient pas ce qu'elle veut, autant Anne pense qu'elle finira par utiliser des signes pour demander un objet précis.
À la fin du délai convenu, les parents constatent que Helen a fait de grands progrès concernant la communication et le respect de l'autorité. Un jour qu'Anne et Helen sont dans le jardin, elles s'approchent du puits. Anne fait toucher de l'eau à Helen et lui dessine dans le creux de la main les caractères « e-a-u » (w-a-t-e-r en anglais). Brusquement, Helen comprend, une porte s'ouvre pour elle. Alors que la jeune handicapée a en sa possession une tasse, elle la laisse tomber et prend Anne par la main. Elle l'emmène partout dans le jardin pour savoir le nom de toutes les choses qu'elle connaît uniquement par le toucher. C'est ainsi que la jeune fille apprend à communiquer. Plus tard, elle découvre le braille et la langue des signes.
Anne Sullivan a réussi son pari. Par la suite, elle lui apprend à lire, à parler et à écrire.

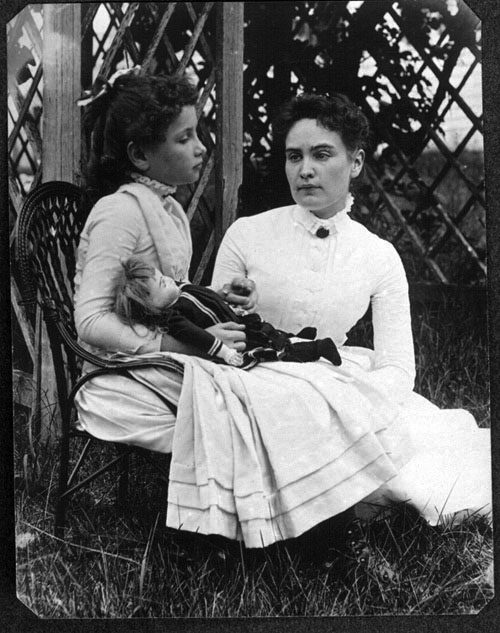
Helen, à gauche, avec sa maîtresse Anne Sullivan, en 1888.
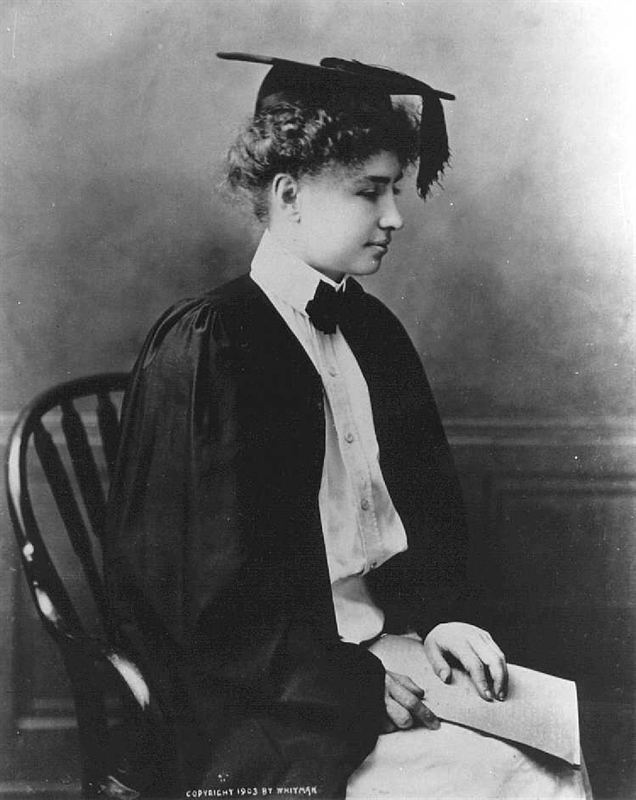
Helen Keller lors de sa remise de diplôme au Radcliffe College.

### Études
Helen Keller entre en mai 1888 à l’Institut Perkins pour Aveugles.
Six ans plus tard, Anne Sullivan et elle déménagent à New York pour entrer à l’Horace Mann School for the Deaf and Hard of Hearing (en), afin d'apprendre de Sarah Fuller.
En 1896, elles retournent dans le Massachusetts, où Helen intègre l’École de Cambridge pour Jeunes Filles avant d’être admise, en 1900, au Radcliffe College, Université Harvard.
Son éducation est payée par le magnat pétrolier Henry Huttleston Rogers et sa femme Abbie, après que Mark Twain la leur a présentée. En 1904, à l’âge de 24 ans, Helen Keller est diplômée de Radcliffe, devenant la première personne aveugle et sourde à obtenir une Licence en Lettres (Bachelor of Arts).

### Aidants et vie privée

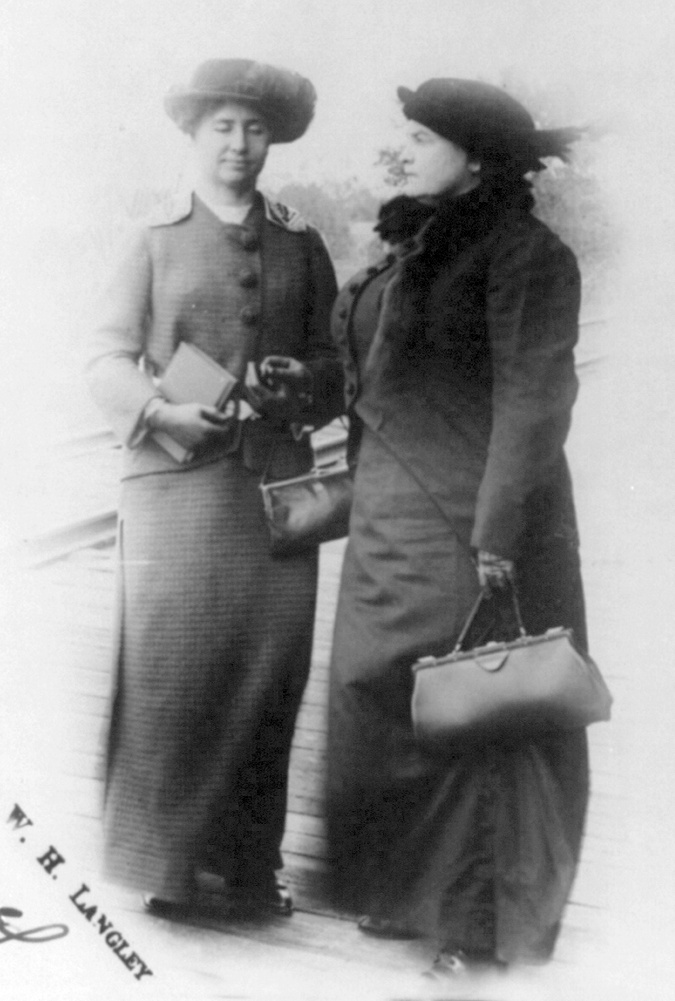
Helen Keller et Anne Sullivan en 1913.

Anne Sullivan reste un aidant proche de Helen Keller par la suite, l'aidant notamment lors de ses études en lui traduisant les textes en braille et l'accompagnant dans sa vie de tous les jours ainsi que lors de ses nombreux déplacements. Elle épouse en 1905 John Macy, mais sa santé se dégrade à partir de 1914. Elles emploient donc pour les travaux de la maison Polly Thomson (20 février 1885 – 21 mars 1960), jeune femme originaire d’Écosse qui n’a aucune expérience des personnes sourdes ou aveugles. Polly est rapidement promue en plus de ses autres tâches au rang de secrétaire, avant de remplacer Anne, devenue trop malade, aux côtés de Helen avant que toutes les trois déménagent à Forest Hills dans le Queens.
Anne Sullivan meurt en 1936 après un coma dû à un infarctus du myocarde, avec Helen à ses côtés lui tenant la main. Plus tard, Helen et Polly s'installent dans le Connecticut. Elles voyagent dans le monde entier et réunissent des fonds pour les personnes ayant une déficience visuelle. En 1957, Polly a une attaque dont elle ne se remettra jamais complètement et elle meurt en 1960. Winnie Corbally, une infirmière qu’elles avaient précédemment engagée pour s’occuper de Polly en 1957, reste après la mort de celle-ci et devient la compagne de Helen Keller pour le reste de sa vie.
Vers l'âge de 30 ans, Helen Keller se fiance secrètement à Peter Fagan, jeune reporter au Boston Herald envoyé chez elle pour devenir son secrétaire privé alors qu'Anne était malade. Elle tente de fuguer avec lui mais cela n'aboutit pas.
Helen Keller meurt dans son sommeil le 1er juin 1968 à son domicile, Arcan Ridge, dans le Connecticut.

## Activités et honneurs
Helen Keller crée une fondation pour personnes handicapées et milite au sein de mouvements socialistes, féministes et pacifistes. Elle soutient notamment le syndicat ouvrier IWW et se prononce en 1916 pour une guerre révolutionnaire mettant fin à la Première Guerre mondiale et assurant le triomphe du prolétariat,. Elle écrit des essais politiques, des romans et des articles de journaux. Par ailleurs, la vue d'Anne Sullivan, déjà fragile, se dégrade. À la mort d'Anne, Helen écrivit un livre sur sa courageuse « maîtresse ».
En 1915, elle fonde avec George Kessler l'organisation Helen Keller International (HKI) afin de soutenir la prévention de la cécité et la réduction de la malnutrition dans le monde. HKI est aujourd'hui présente dans vingt-deux pays.
En 1925, Helen Keller assiste à la convention du Lions Clubs International (l'organisation de Clubs-Service fondée huit ans plus tôt, en 1917, par l'homme d'affaires philanthrope de Chicago Melvin Jones) et met les Lions au défi de devenir les « chevaliers des aveugles dans la croisade contre les ténèbres »,.
Les Lions acceptèrent de relever le défi et sont depuis lors engagés dans des programmes pour la vue visant à combattre la cécité évitable.
Elle a reçu la médaille présidentielle de la Liberté des mains du président américain Lyndon B. Johnson, en 1964.
En 1971, le Conseil d'administration du Lions Clubs International déclare le 1er juin la « Journée Helen Keller ». À l'occasion de cette journée, les Lions du monde entier organisent des projets autour de la vue.
Toutes les archives d'Helen Keller stockées à New York ont été perdues lors de la destruction des Tours jumelles du World Trade Center par les attentats du 11 septembre.
Les Archives d'Helen Keller appartiennent à l'American Foundation for the Blind (en).

## Discours de 1925 à la convention internationale du Lions Clubs International

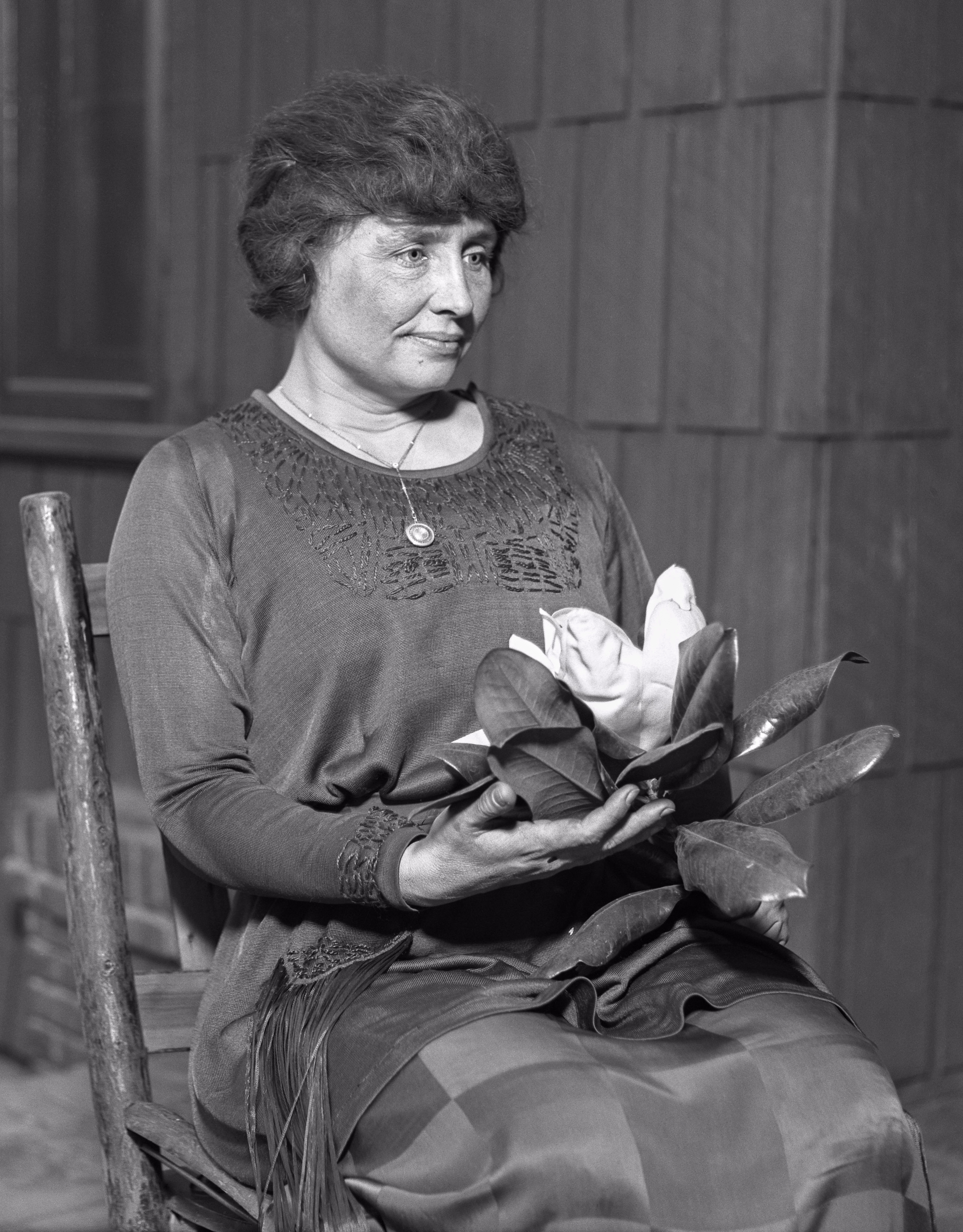
Helen Keller vers 1920.

Le discours historique de Helen Keller à la convention internationale du Lions Clubs International en 1925 a marqué le début d'une ère d'œuvres sociales et de soutien pour la préservation de la vue qui devait devenir pour des décennies la carte d'identité des Lions. Son discours est reproduit intégralement ci-dessous.
Cedar Point, Ohio, États-Unis
30 juin 1925
Chers Lions et Lionnes,
Je suppose que vous connaissez cette légende qui décrit la chance comme une jeune femme capricieuse ne frappant à chaque porte qu'une seule fois. Si la porte tarde à s'ouvrir, la jeune femme passe son chemin, pour ne jamais revenir. C'est ainsi. Les femmes les plus charmantes n'attendent pas. Vous devez agir vite pour ne pas les laisser filer.
Je suis votre chance. Je frappe à votre porte. Je veux être adoptée. La légende n'explique pas ce que vous devez faire si plusieurs belles occasions se présentent à la même porte. J'imagine que vous devez choisir celle qui vous plaît le plus. J'espère que vous allez m'adopter. Je suis la plus jeune ici et ce que j'ai à vous offrir regorge d'occasions de vous illustrer par vos actions.
La Fondation américaine pour les aveugles n'a que quatre ans d'existence. Elle a été créée en réponse aux besoins urgents des aveugles, qui en sont eux-mêmes les instigateurs. Sa portée et son importance sont nationales et internationales. Elle incarne les pensées les plus généreuses et les plus éclairées que nous ayons jamais inspirées. Sa mission est de valoriser les personnes aveugles dans nos sociétés, en leur apportant une nouvelle valeur économique et en leur offrant la satisfaction d'une activité normale.
Essayez d'imaginer ce que vous éprouveriez si vous étiez soudainement frappé de cécité. Imaginez-vous trébuchant et tâtonnant à midi comme si c'était la nuit, votre travail et votre indépendance perdus ! Dans ces ténèbres, ne seriez-vous pas heureux qu'un ami vous prenne par la main en vous disant : « Viens avec moi et je t'apprendrai à faire certaines choses que tu avais l'habitude de faire quand tu pouvais voir » ? C'est précisément le genre d'ami que la Fondation américaine deviendra pour tous les aveugles de ce pays, si les personnes voyantes lui apportent le soutien dont elle a besoin.
Vous connaissez mon histoire : comment quelques mots transmis par les doigts d'un autre, un rayon de lumière d'une autre âme, ont percé l'obscurité de mon esprit et m'ont permis de me découvrir, de découvrir le monde et Dieu. Grâce à mon institutrice, qui a appris à me connaître pour me libérer de cette prison sombre et silencieuse dans laquelle j'étais murée, je suis désormais capable d'agir pour moi-même et pour les autres. C'est d'attention, plus que d'argent, dont nous avons besoin. Sans la sympathie et l'attention, le geste est vide. Si vous vous sentez sincèrement concernés, si nous pouvons faire en sorte que les citoyens de ce grand pays s'impliquent réellement, les aveugles pourront triompher de leur cécité.
Je m'adresse à vous, Lions, pour vous offrir l'occasion d'agir, en encourageant et en soutenant le travail de la Fondation américaine pour les aveugles. Aidez-moi à avancer vers ce jour où la cécité évitable sera éradiquée, où chaque enfant sourd ou aveugle bénéficiera d'une éducation digne et où aucun aveugle, homme ou femme, ne sera laissé sans assistance. J'en fais appel à vous, Lions, qui voyez, qui entendez, avec toute votre force, votre courage et votre bienveillance. Devenez les Chevaliers des aveugles dans la croisade contre les ténèbres.
Je vous remercie.

## Œuvres

### Histoire de ma vie
L'autobiographie d'Helen Keller est intitulé en anglais The Story of my Life. Elle est traduite en français sous le titre Sourde, muette, aveugle : histoire de ma vie. À l'époque, on pensait en effet que la surdité s'accompagnait automatiquement de la mutité (voir par exemple la description qu'en fait Marie Lenéru en 1908 pour le Mercure de France), alors que celle-ci ne désigne, dans son sens médical, que les conséquences d'atteintes aux fonctions permettant l'expression du langage – ce qui n'est pas le cas d'Helen Keller, qui non seulement parlait la langue des signes, mais a prononcé des discours dont certains furent filmés. Cette mention dans le titre de son autobiographie, absente tant du titre anglophone que dans la plupart des traductions vers d'autres langues, continue de faire croire à tort qu'elle était également muette.

### Autres ouvrages
- Ma libératrice : Anne Sullivan Macy, Payot, 1956
- Ma religion, préface de Benjamin Vallotton, libr. Fischbacher, 1931

## Adaptations

### Télévision
- 1957 : The Miracle Worker (Miracle en Alabama), adapté par Arthur Penn, d'après le texte de William Gibson, inspiré de l'autobiographie d'Helen Keller.
- 1979 : Miracle en Alabama, téléfilm de Paul Aaron (États-Unis)

### Théâtre
- 1959 : The Miracle Worker (Miracle en Alabama), mise en scène d'Arthur Penn, avec Anne Bancroft, Broadway.
- 1961 : Miracle en Alabama, mise en scène de François Maistre et Jean Laroquette, adaptation de Marguerite Duras et Gérard Jarlot, Théâtre Hébertot.

### Films
- 1919 : Deliverance, film muet de George Foster Platt (en)[13]
- 1962 : Miracle en Alabama d'Arthur Penn ( États-Unis)
- 2000 : The Miracle Worker de Nadia Tass (États-Unis)
- 2005 : Black de Sanjay Leela Bhansali (Inde)

### Bande dessinée
- Annie Sullivan & Helen Keller de Joseph Lambert (2013, co-édition Çà et Là / Cambourakis)[14].

## Hommages
- 1973 : cérémonie d'admission au National Women's Hall of Fame[15].
- Un festival annuel nommé The Helen Keller festival est tenu à Tuscumbia, sa ville natale.
- En France, une rue de Caen, ainsi qu'un établissement public autonome hospitalier au Havre (l'Établissement Public Autonome Helen KELLER), portent le nom d'Helen Keller.
- Un EAJE (Équipement d'accueil du jeune enfant) est construit à Villeurbanne en son honneur[16].
- Le jardin sensoriel de l'Institut national des jeunes aveugles dans le 7e arrondissement de Paris porte son nom[17].

## Dans la culture populaire

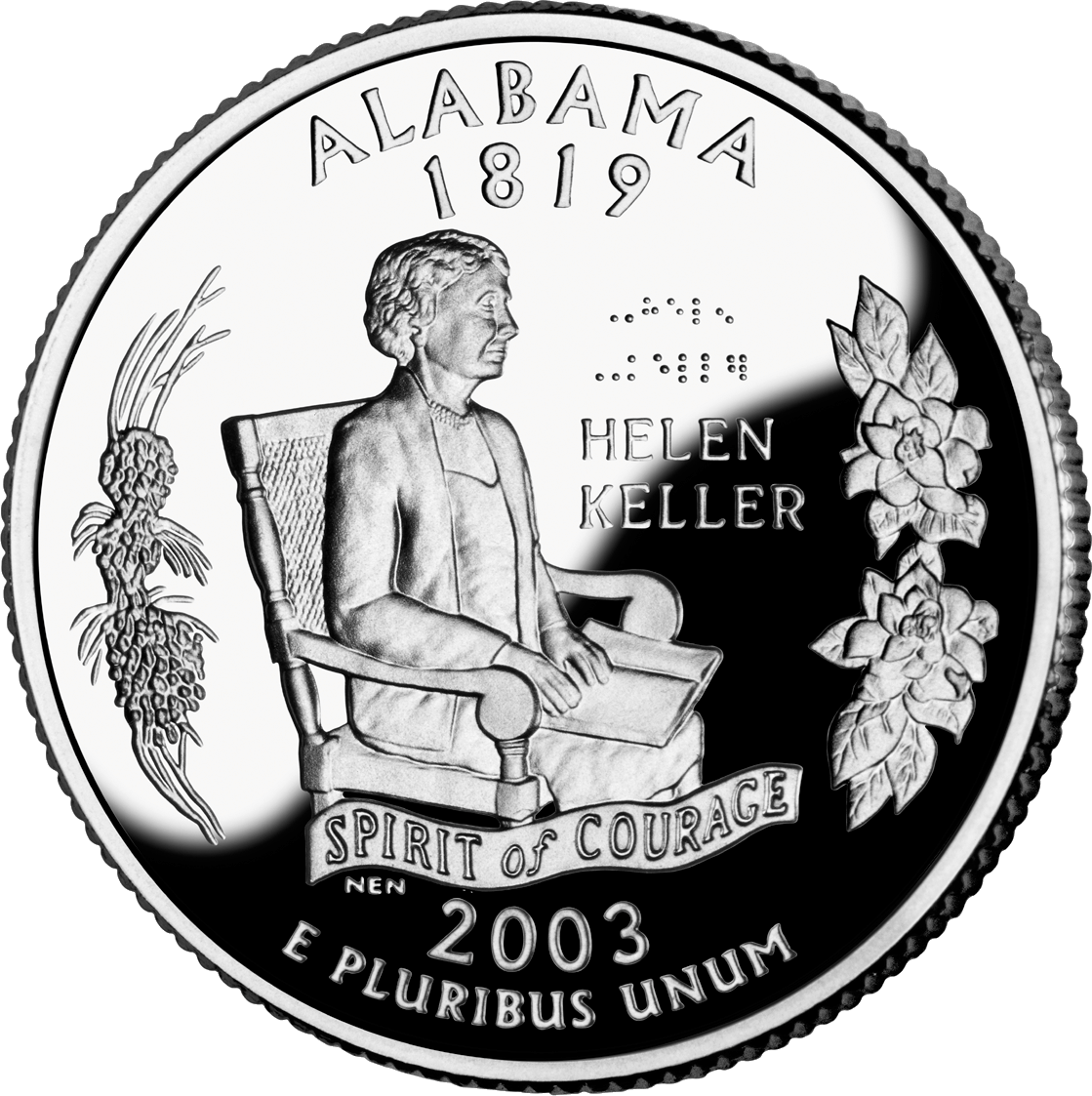
Pièce de monnaie commémorative.

- Dans l'épisode 1 du drama japonais My Boss My Hero, l'histoire d'Helen Keller est cité pour encourager le protagoniste à ne pas abandonner.
- Dans le tome 4 du manga L'Orchestre des doigts, le professeur Osone rencontre Helen Keller afin de développer un alphabet dactylologique pour la langue des signes japonaise.
- Dans le manga Laura ou la passion du théâtre (Glass no Kamen), l'histoire d'Helen Keller est la principale intrigue : Laura et sa rivale sont en compétition pour le rôle d'Helen Keller (épisode 19 à 23).
- Thanksgiving, Helen Keller! The Musical en version originale, est le treizième épisode de la quatrième saison de la série animée South Park.
- 8 Footsteps, le troisième épisode de la onzième saison de la série télévisée Les Enquêtes de Murdoch place Helen Keller et son éducatrice au centre de son intrigue.
- La chanson Jacksonville sur l'album Illinois de Sufjan Stevens fait allusion à Helen Keller.
- Dans un épisode de la série TV Esprits Criminels, deux de ses citations sont mentionnées : « De nombreuses personnes se font une fausse idée du bonheur. On ne l'atteint pas en satisfaisant ses désirs, mais en se vouant à un but louable. » et « Je préfère marcher avec un ami dans l'obscurité, que seule dans la lumière. »
- Dans le film coréen Silenced, elle est citée : « Les plus belles choses dans le monde ne peuvent pas être vues ou même touchées ; elles doivent être ressenties avec le cœur. »

#### Bases de données et dictionnaires
- Ressources relatives à l'audiovisuel :   - American Film Institute
  - IMDb
- Ressources relatives à la musique :   - Carnegie Hall
  - MusicBrainz
- Ressource relative à la santé :   - Bibliothèque interuniversitaire de santé
- Ressource relative à la recherche :   - Semantic Scholar
- Ressource relative à la bande dessinée :   - Comic Vine
- Ressource relative aux beaux-arts :   - British Museum
- Notices dans des dictionnaires ou encyclopédies généralistes :   - American National Biography
  - Britannica
  - Brockhaus
  - Collective Biographies of Women
  - Den Store Danske Encyklopædi
  - Deutsche Biographie
  - Dictionnaire universel des créatrices
  - Enciclopedia delle donne
  - Encyclopedia of Alabama
  - Hrvatska Enciklopedija
  - Internetowa encyklopedia PWN
  - Nationalencyklopedin
  - Munzinger
  - Proleksis enciklopedija
  - Store norske leksikon
  - Treccani
  - Universalis
- Notices d'autorité :   - VIAF
  - ISNI
  - BnF (données)
  - IdRef
  - LCCN
  - GND
  - Italie
  - Japon
  - CiNii
  - Espagne
  - Pays-Bas
  - Pologne
  - Israël
  - NUKAT
  - Catalogne
  - Suède
  - Australie
  - Norvège